# Żararaka brazylijska
Żararaka brazylijska (Bothrops brazili) – gatunek jadowitego węża z rodziny żmijowatych (Viperidae) i podrodziny grzechotników (Crotalinae).

## Systematyka
Takson ten po raz pierwszy zgodnie z zasadami nazewnictwa binominalnego opisał w 1954 roku brazylijsko-belgijski herpetolog Alphonse Richard Hoge na łamach „Memórias do Instituto Butantan”. Autor nadał wężowi nazwę Bothrops brazili. Jako miejsce typowe podał Tomé Assú, Río Acará-Mirim, Pará w Brazylii. Holotyp IB 14721, samica o długości 1158 mm zebrana przez F. Alves-Soaresa i H. Renkichiego, uległ zniszczeniu w czasie pożaru w 2010 roku. Nie wyróżnia się podgatunków.

### Etymologia
- Bothrops: gr. βoθρος bothros „rów, wgłębienie”[6]; ωψ ōps, ωπος ōpos „oko”[7].
- brazili – na cześć brazylijskiego lekarza i herpetologa Vitala Brazila (1865–1950), założyciela i byłego dyrektora Instytutu Butantan.

## Morfologia
Jest to duży wąż o długości zazwyczaj od 70 do 90 cm, jednak może dorastać do ponad 140 cm, a największy znany osobnik miał całkowitą długość 149,3 cm. Głowa trójkątna, szyja znacznie cieńsza niż głowa, zazwyczaj jednolicie ubarwiona od różowobrązowej do różowoszarej lub czerwonoszarej. Tęczówki czerwonawe, różowo-miedziane lub brązowe z pionową czarną źrenicą. Język brązowy z różowymi plamkami. Uzębienie typu kanałozębnego (solenoglypha). Podobnie jak wszystkie grzechotniki, ma jamki policzkowe, niewielkie zgłębienie znajdujące się pomiędzy okiem a nozdrzem, wyposażone w receptory podczerwieni, umożliwiające mu wyczuwanie ofiary i polowanie w całkowitej ciemności. Grzbiet ubarwiony jak głowa jednak nieco ciemniejszy od różowobrązowego do różowoszarego lub czerwonoszarego z serią od 16 do 20 ciemnobrązowych lub czarnych trójkątnych pasów na ciele oraz kilku mniejszych plam na ogonie. Brzuch zwykle żółty lub różowo-kremowy z nieco ciemniejszymi plamkami.
Wymiary:
|                          | Samiec               | Samica               |
| Długość całkowita (mm)   | 994                  | 1494                 |
| Łuski grzbietowe (rzędy) | 23–29 (zwykle 25–27) | 23–29 (zwykle 25–27) |
| Tarczki brzuszne         | 151–180              | 159–202              |
| Tarczki podogonowe       | 44–68                | 42–56                |

## Występowanie
Żararaka brazylijska zamieszkuje niziny neotropikalne oraz okalające je obszary wyżynne do wysokości około 1000 m n.p.m. w dorzeczu Amazonki na terenie Kolumbii, Wenezueli, Ekwadoru, Peru, Boliwii, Brazylii, Gujany, Gujany Francuskiej i Surinamu. W Ekwadorze występuje w prowincjach Sucumbíos, Orellana, Pastaza, Zamora Chinchipe i Morona Santiago.

## Ekologia i zachowanie
Żararaka brazylijska jest wężem naziemnym, prowadzącym głównie nocny tryb życia, chociaż młode osobniki spotykane są także za dnia. Zamieszkuje zarówno stare lasy pierwotne, jak i silnie zniszczone liściaste lasy nizinne i podgórskie, obrzeża lasów i sawanny. Występuje także na obszarach zmodyfikowanych przez człowieka np. plantacjach manioku. Większość czasu spędza zwinięta na dnie lasu, albo wśród ściółki, albo u podstawy drzew i skarp. Czasami można zobaczyć ją poruszającą się wśród krzewów lub siedzącą na liściach na wysokości mniejszej niż 1,5 m nad ziemią. Żeruje na poziomie gruntu lub na niskiej roślinności. Dieta obejmuje przede wszystkim ssaki (44,1%, głównie gryzonie, dydelfowate), płazy (23,5%, głównie płazy bezogonowe), jaszczurki (14,7%, m.in. Alopoglossus atriventris), inne węże i ptaki.
Żararaka brazylijska jest gatunkiem bardzo silnie jadowitym. Dawka śmiertelna LD50 0,8–7,8 mg/kg. W przypadku ukąszenia przez tego węża ludzi jad zwykle powoduje silny ból, obrzęk, siniaki, krwawienie, pęcherze, utratę czynników krzepnięcia krwi, nudności i krwawe wymioty, drętwienie, zaburzenia świadomości, gorączkę i martwicę.
Inkubacja jaj odbywa się w ciele samicy, która „rodzi” już wyklute młode, o długości wahającej się od 29,7 do 40 cm. W jednym miocie liczba osobników waha się od 9 do 30.

## Status zagrożenia
W Czerwonej księdze gatunków zagrożonych IUCN żararaka brazylijska jest klasyfikowana jako gatunek najmniejszej troski (LC, ang. Least Concern). Liczebność populacji nie jest znana, choć jej trend oceniany jest jako prawdopodobnie stabilny. Gatunek jest opisywany jako rzadki.